# 小米行動
小米行動（英語：Operation Millet）是第二次世界大戰期間英國皇家海軍的行動。主要目的是在1944年10月17日至20日對尼科巴群島的日軍陣地進行海軍艦砲砲擊和空襲，以分散日軍對美軍入侵菲律賓萊特省的注意力。英國皇家海軍出動勝利號航空母艦、不撓號航空母艦、聲望號戰鬥巡洋艦以及菲比號輕巡洋艦。
10月19日早上，在一場空戰中，12架日軍魚雷轟炸機中的7架被擊落，英軍則損失了3架艦載機。 
英軍對日軍發動旨在轉移其對美軍注意力的攻擊沒有效果，因為日軍已經集中了所有的海軍力量來保衛菲律賓群島。